# Golfe de Cambridge
Pour les articles homonymes, voir Cambridge (homonymie).
Le golfe de Cambridge, en anglais Cambridge Gulf, est un golfe de l'océan Indien formé par la côte nord-ouest de l'île principale de l'Australie. Il est situé dans la région de Kimberley, en Australie-Occidentale.